# Фарма (6. сезона)
Фарма 6 је шеста сезона српске ријалити-телевизијске емисије Фарма. Емитована је од 27. августа до 30. децембра 2015. и трајала је 125 дана. Приказивали су је Пинк у Србији, Пинк БХ у Босни и Херцеговини, Пинк М у Црној Гори и Пинк плус у осталим државама. Водитељи шесте сезоне били су Огњен Амиџић, Душица Јаковљевић и Александра Јефтановић. Победница шесте сезоне је Станија Добројевић, док је другопласирана Тамара Ђурић.
Прати групу познатих личности које живе заједно двадесет и четири сата дневно на фарми, изолованој од спољашњег света (превасходно од масовних медија, као што су новине, телефони, телевизија и интернет), а све њихове кораке свакодневно прате видео-камере, без приватности. Сваке седмице такмичари, познати као „фармери”, пролазе кроз номинације и елиминације. Гледаоци затим одлучују ко од номинованих треба да напусти ријалити. Последњи преостали фармер постаје победник и осваја награду од 50.000 евра.

## Формат
У насељу Лисовић, на преко два хектара земље, изграђена је фарма заједно са помоћним објектима као што су: свињац, штала, сеник, радионица, башта, кокошињац и тор, смешта се двадесетак познатих личности које се за нешто дуже од три до четри месеца боре за награду од 100.00 или 50.000 евра, и на којем ће живети без струје, текуће воде, хранећи себе биљкама које ће сами и узгајати, и млеком и месом домаћих животиња о којима сами брину. Концепт је у свакој земљи веома сличан. Сваког понедељка бира се „газда” који води фарму и заводи ред и дисциплину, а који такође бира своје „слуге”.

## Фармери
- Милић Вукашиновић, музичар
- Сузана Вукашиновић, супруга Милића Вукашиновића
- Нела Бијанић, певачица
- Бојан Томовић, певач
- Лепомир Бакић, бодибилдер
- Новица Здравковић, певач
- Јасмина Меденица, певачица и глумица
- Габријела Пејчев, улесница Пинкових звезда
- Александар Живановић, учесник Пинкових звезда
- Владимир Станојевић (водитељ), телевизијска личност
- Јелена Милошевић, балерина
- Тамара Ђурић, власница клуба
- Јелена Крунић, стриптизета
- Раде Лазић, модел
- Анабела Атијас, певачица
- Радмила Мисић, певачица
- Звездан Анђић, супруг Тине Ивановић
- Радиша (Радашин Миљковић), ријалити играч
- Ивана Шашић, певачица
- Санела Ана Вујиновић, певачица
- Шабаноти (Горан Костић), музичар
- Бојана Стаменов, певачица
- Маја Николић, певачица
- Кристијан (Александар Голубовић), криминалац
- Зорица Марковић, певачица
- Иван Гавриловић, певач
- Али Кинг, репер
- Гога Секулић, певачица
- Милош Радичевић, модел
- Лепи Мића (Мирослав Пржуљ), певач
- Милица Ранковић, певачица
- Сања Лазић, певачица
- Ален Муковић, певач
- Саша Катанчић, певач
- Данијел Митровић, певач
- Тијана Ђуричић, старлета
- Семир Џанковић, учесник Пинкових звезда
- Николина Стевовић, модел
- Венди (Весна Вукелић), певачица, модел гламура и ријалити звезда
- Лепа Лукић, певачица
- Беби Дол (Драгана Шарић), певачица
- Баки Б3 (Андрија Ђогани), певач
- Јелена Голубовић, глумица, режисерка и победница Фарме 5

## Историја гласања
| Газда (имунитет) | Звездан (избачен) Лепомир | Маја                     | Станија                  | Зорица                        | Маја                       | Кристијан                  | Радашин                    | Раде                       | Милић (банован) Тамара     | Кристијан                  | Ален                       | Милош                      | Тамара (банована) Кристијан | Мића                       | Мића                       | Александар                 | Александар                 | нико                       | нико                       | нико                       |                           |                           |                           |                           |                           |                           |                           |                           |                           |                     |                     |                     |                     |
| Слуге            | Маја Бојан                | Станија Кристијан        | Бојана Лепомир           | Јелена М. Иван Габријела Раде | Станија Алекдандар         | Јелена К. Раде             | Маја Милош                 | Бојана Влада               | Јасмина Кристијан          | Николина Мића              | Радмила Милош              | Ивана Ален                 | Ивана Александар            | Беби Раде                  | Венди Радашин              | Јасмина Ален               | Јелена Г. Радашин          | нико                       | нико                       | нико                       |                           |                           |                           |                           |                           |                           |                           |                           |                           |                     |                     |                     |                     |
|                  |                           |                          |                          |                               |                            |                            |                            |                            |                            |                            |                            |                            |                             |                            |                            |                            |                            |                            |                            |                            |                           |                           |                           |                           |                           |                           |                           |                           |                           |                     |                     |                     |                     |
| Станија          | Маја                      | номинована               | Лепомир                  | Раде                          | номинована                 | Раде                       | банована                   | Влада                      | Јасмина                    | Николина                   | Радмила                    | Ивана                      | Александар                  | Раде                       | Радашин                    | Ален                       | банована                   | 1. место (126. дан)        | 1. место (126. дан)        | 1. место (126. дан)        |                           |                           |                           |                           |                           |                           |                           |                           |                           |                     |                     |                     |                     |
| Тамара           | Бојана                    | Станија                  | Лепомир                  | Габријела                     | Станија                    | Раде                       | Маја                       | Бојана                     | Јасмина                    | банована                   | Радмила                    | Ивана                      | Ивана                       | Беби                       | дискф. (98. дан)           | Јасмина                    | банована                   | 2. место (126. дан)        | 2. место (126. дан)        | 2. место (126. дан)        |                           |                           |                           |                           |                           |                           |                           |                           |                           |                     |                     |                     |                     |
| Милош            | није био                  | није био                 | није био                 | Габријела                     | Станија                    | Раде                       | номинован                  | Бојана                     | Јасмина                    | Мића                       | номинована                 | Ивана                      | Ивана                       | Раде                       | Венди                      | Ален                       | Јелена Г.                  | 3. место (126. дан)        | 3. место (126. дан)        | 3. место (126. дан)        |                           |                           |                           |                           |                           |                           |                           |                           |                           |                     |                     |                     |                     |
| Јасмина          | Бојан                     | Кристијан                | Лепомир                  | Раде                          | Александар                 | Раде                       | Маја                       | Бојана                     | номинована                 | Мића                       | Милош                      | Ален                       | Александар                  | Раде                       | Радашин                    | номинована                 | Радашин                    | 4. место (126. дан)        | 4. место (126. дан)        | 4. место (126. дан)        |                           |                           |                           |                           |                           |                           |                           |                           |                           |                     |                     |                     |                     |
| Габријела        | Бојан                     | Кристијан                | Лепомир                  | номинована                    | Станија                    | Раде                       | Милош                      | Влада                      | Кристијан                  | Николина                   | Радмила                    | Ален                       | Ивана                       | Раде                       | банована                   | Ален                       | Јелена Г.                  | 5. место (126. дан)        | 5. место (126. дан)        | 5. место (126. дан)        |                           |                           |                           |                           |                           |                           |                           |                           |                           |                     |                     |                     |                     |
| Маја             | номинована                | Кристијан                | Лепомир                  | Раде                          | Станија                    | Раде                       | номинована                 | Влада                      | Јасмина                    | Николина                   | Радмила                    | Ивана                      | Ивана                       | Беби                       | банована                   | Јасмина                    | Јелена Г.                  | 6, место (126. дан)        | 6, место (126. дан)        | 6, место (126. дан)        |                           |                           |                           |                           |                           |                           |                           |                           |                           |                     |                     |                     |                     |
| Александар       | Бојан                     | Кристијан                | Лепомир                  | Габријела                     | номинован                  | Раде                       | Маја                       | Бојана                     | Јасмина                    | Николина                   | Радмила                    | Ивана                      | номинована                  | Раде                       | Венди                      | Ален                       | Јелена Г.                  | 7. место (126. дан)        | 7. место (126. дан)        | 7. место (126. дан)        |                           |                           |                           |                           |                           |                           |                           |                           |                           |                     |                     |                     |                     |
| Јелена Г.        | није била                 | није била                | није била                | није била                     | није била                  | није била                  | није била                  | није била                  | није била                  | није била                  | није била                  | није била                  | није била                   | није била                  | Радашин                    | Ален                       | номинована                 | гост (96.-126. дан)        | гост (96.-126. дан)        | гост (96.-126. дан)        | гост (96.-126. дан)       | гост (96.-126. дан)       | гост (96.-126. дан)       | гост (96.-126. дан)       | гост (96.-126. дан)       | гост (96.-126. дан)       | гост (96.-126. дан)       | гост (96.-126. дан)       | гост (96.-126. дан)       | гост (96.-126. дан) | гост (96.-126. дан) | гост (96.-126. дан) |                     |
| Јелена К.        | Бојана                    | Станија                  | Лепомир                  | Раде                          | Станија                    | номинована                 | изашла (43. дан)           | изашла (43. дан)           | изашла (43. дан)           | изашла (43. дан)           | изашла (43. дан)           | изашла (43. дан)           | Ивана                       | Раде                       | Венди                      | Ален                       | Јелена Г.                  | избачена (125. дан)        | избачена (125. дан)        | избачена (125. дан)        | избачена (125. дан)       | избачена (125. дан)       | избачена (125. дан)       |                           |                           |                           |                           |                           |                           |                     |                     |                     |                     |
| Радашин          | Бојан                     | Станија                  | Лепомир                  | Раде                          | Станија                    | Раде                       | Маја                       | Бојана                     | Јасмина                    | Николина                   | Радмила                    | Ивана                      | Ивана                       | Раде                       | номинован                  | Ален                       | номинован                  | избачен (125. дан)         | избачен (125. дан)         | избачен (125. дан)         | избачен (125. дан)        | избачен (125. дан)        | избачен (125. дан)        |                           |                           |                           |                           |                           |                           |                     |                     |                     |                     |
| Мића             | није био                  | није био                 | није био                 | није био                      | Александар                 | Раде                       | Милош                      | Бојана                     | Кристијан                  | номинован                  | Радмила                    | Ивана                      | Ивана                       | Раде                       | Радашин                    | Ален                       | Јелена Г.                  | избачен (125. дан)         | избачен (125. дан)         | избачен (125. дан)         | избачен (125. дан)        | избачен (125. дан)        | избачен (125. дан)        |                           |                           |                           |                           |                           |                           |                     |                     |                     |                     |
| Бојана           | Бојан                     | Кристијан                | номинована               | Раде                          | Александар                 | Раде                       | Милош                      | номинован                  | Јасмина                    | Николина                   | Радмила                    | Ивана                      | Ивана                       | Раде                       | Радашин                    | Ален                       | Јелена Г.                  | избачена (124. дан)        | избачена (124. дан)        | избачена (124. дан)        | избачена (124. дан)       | избачена (124. дан)       | избачена (124. дан)       |                           |                           |                           |                           |                           |                           |                     |                     |                     |                     |
| Ален             | није био                  | није био                 | није био                 | није био                      | није био                   | Раде                       | Маја                       | Бојана                     | Кристијан                  | Николина                   | Радмила                    | номинован                  | Ивана                       | Раде                       | Венди                      | номинован                  | Јелена Г.                  | избачен (124. дан)         | избачен (124. дан)         | избачен (124. дан)         | избачен (124. дан)        | избачен (124. дан)        | избачен (124. дан)        |                           |                           |                           |                           |                           |                           |                     |                     |                     |                     |
| Кристијан        | Маја                      | номинован                | Лепомир                  | Раде                          | Александар                 | Раде                       | банован                    | Влада                      | номинован                  | Мића                       | Милош                      | Ален                       | Александар                  | дисквалификован (92. дан)  | дисквалификован (92. дан)  | Ален                       | Радашин                    | изашао (122. дан)          | изашао (122. дан)          | изашао (122. дан)          | изашао (122. дан)         | изашао (122. дан)         | изашао (122. дан)         |                           |                           |                           |                           |                           |                           |                     |                     |                     |                     |
| Венди            | није била                 | није била                | није била                | није била                     | није била                  | није била                  | није била                  | није била                  | није била                  | Николина                   | Радмила                    | Ивана                      | Ивана                       | Беби                       | номинована                 | Ален                       | Јелена Г.                  | избачена (120. дан)        | избачена (120. дан)        | избачена (120. дан)        | избачена (120. дан)       | избачена (120. дан)       | избачена (120. дан)       |                           |                           |                           |                           |                           |                           |                     |                     |                     |                     |
| Беби             | није била                 | није била                | није била                | није била                     | није била                  | није била                  | није била                  | није била                  | није била                  | није била                  | није била                  | Ален                       | Александар                  | номинована                 | Венди                      | Јасмина                    | Јелена Г.                  | избачена (117. дан)        | избачена (117. дан)        | избачена (117. дан)        | избачена (117. дан)       | избачена (117. дан)       | избачена (117. дан)       | избачена (117. дан)       | избачена (117. дан)       | избачена (117. дан)       | избачена (117. дан)       | избачена (117. дан)       | избачена (117. дан)       | избачена (117. дан) | избачена (117. дан) | избачена (117. дан) | избачена (117. дан) |
| Баки             | није био                  | није био                 | није био                 | није био                      | није био                   | није био                   | није био                   | није био                   | није био                   | није био                   | није био                   | Ален                       | Александар                  | Раде                       | Радашин                    | Ален                       | избачен (110. дан)         | избачен (110. дан)         | избачен (110. дан)         | избачен (110. дан)         | избачен (110. дан)        | избачен (110. дан)        | избачен (110. дан)        | избачен (110. дан)        | избачен (110. дан)        | избачен (110. дан)        | избачен (110. дан)        | избачен (110. дан)        | избачен (110. дан)        | избачен (110. дан)  | избачен (110. дан)  | избачен (110. дан)  |                     |
| Лепа             | није била                 | није била                | није била                | није била                     | није била                  | није била                  | није била                  | није била                  | није била                  | није била                  | није била                  | Ален                       | Ивана                       | Раде                       | Радашин                    | Јасмина                    | изашла (110. дан)          | изашла (110. дан)          | изашла (110. дан)          | изашла (110. дан)          | изашла (110. дан)         | изашла (110. дан)         | изашла (110. дан)         | изашла (110. дан)         | изашла (110. дан)         | изашла (110. дан)         | изашла (110. дан)         |                           |                           |                     |                     |                     |                     |
| Ивана            | Бојан                     | Станија                  | Лепомир                  | Габријела                     | Станија                    | Раде                       | Маја                       | Бојана                     | Јасмина                    | Николина                   | банована                   | номинована                 | номинована                  | Раде                       | Венди                      | избачена (103. дан)        | избачена (103. дан)        | избачена (103. дан)        | избачена (103. дан)        | избачена (103. дан)        | избачена (103. дан)       | избачена (103. дан)       | избачена (103. дан)       | избачена (103. дан)       | избачена (103. дан)       | избачена (103. дан)       | избачена (103. дан)       | избачена (103. дан)       | избачена (103. дан)       | избачена (103. дан) |                     |                     |                     |
| Семир            | није био                  | није био                 | није био                 | није био                      | није био                   | није био                   | није био                   | није био                   | Јасмина                    | Николина                   | банован                    | Ивана                      | Ивана                       | Раде                       | дисквалификован (97. дан)  | дисквалификован (97. дан)  | дисквалификован (97. дан)  | дисквалификован (97. дан)  | дисквалификован (97. дан)  | дисквалификован (97. дан)  | дисквалификован (97. дан) | дисквалификован (97. дан) | дисквалификован (97. дан) | дисквалификован (97. дан) | дисквалификован (97. дан) | дисквалификован (97. дан) | дисквалификован (97. дан) | дисквалификован (97. дан) | дисквалификован (97. дан) |                     |                     |                     |                     |
| Раде             | Маја                      | Кристијан                | Лепомир                  | номинован                     | Станија                    | номинован                  | Милош                      | Влада                      | Кристијан                  | Мића                       | Радмила                    | Ивана                      | Ивана                       | номинован                  | избачен (96. дан)          | избачен (96. дан)          | избачен (96. дан)          | избачен (96. дан)          | избачен (96. дан)          | избачен (96. дан)          | избачен (96. дан)         | избачен (96. дан)         | избачен (96. дан)         | избачен (96. дан)         | избачен (96. дан)         | избачен (96. дан)         | избачен (96. дан)         | избачен (96. дан)         | избачен (96. дан)         |                     |                     |                     |                     |
| Николина         | није била                 | није била                | није била                | није била                     | није била                  | није била                  | није била                  | није била                  | Јасмина                    | номинована                 | Радмила                    | Ивана                      | Ивана                       | избачена (89. дан)         | избачена (89. дан)         | избачена (89. дан)         | избачена (89. дан)         | избачена (89. дан)         | избачена (89. дан)         | избачена (89. дан)         | избачена (89. дан)        | избачена (89. дан)        | избачена (89. дан)        | избачена (89. дан)        | избачена (89. дан)        | избачена (89. дан)        | избачена (89. дан)        | избачена (89. дан)        |                           |                     |                     |                     |                     |
| Милић            | Маја                      | Станија                  | Лепомир                  | Раде                          | Александар                 | Раде                       | Милош                      | Бојана                     | банован                    | Николина                   | Милош                      | Ивана                      | изашао (83. дан)            | изашао (83. дан)           | изашао (83. дан)           | изашао (83. дан)           | изашао (83. дан)           | изашао (83. дан)           | изашао (83. дан)           | изашао (83. дан)           | изашао (83. дан)          | изашао (83. дан)          | изашао (83. дан)          |                           |                           |                           |                           |                           |                           |                     |                     |                     |                     |
| Сузана           | Бојан                     | Станија                  | Лепомир                  | Раде                          | Александар                 | Раде                       | Милош                      | Влада                      | банован                    | Николина                   | Милош                      | Ивана                      | изашао (83. дан)            | изашао (83. дан)           | изашао (83. дан)           | изашао (83. дан)           | изашао (83. дан)           | изашао (83. дан)           | изашао (83. дан)           | изашао (83. дан)           | изашао (83. дан)          | изашао (83. дан)          | изашао (83. дан)          |                           |                           |                           |                           |                           |                           |                     |                     |                     |                     |
| Влада            | Бојан                     | Кристијан                | Лепомир                  | Габријела                     | Станија                    | Раде                       | Маја                       | номинован                  | Кристијан                  | Мића                       | Радмила                    | Ивана                      | избачен (82. дан)           | избачен (82. дан)          | избачен (82. дан)          | избачен (82. дан)          | избачен (82. дан)          | избачен (82. дан)          | избачен (82. дан)          | избачен (82. дан)          | избачен (82. дан)         | избачен (82. дан)         | избачен (82. дан)         |                           |                           |                           |                           |                           |                           |                     |                     |                     |                     |
| Радмила          | Бојан                     | Станија                  | Лепомир                  | Раде                          | Станија                    | Раде                       | Маја                       | Бојана                     | Јана                       | Николина                   | номинована                 | избачена (75. дан)         | избачена (75. дан)          | избачена (75. дан)         | избачена (75. дан)         | избачена (75. дан)         | избачена (75. дан)         | избачена (75. дан)         | избачена (75. дан)         | избачена (75. дан)         | избачена (75. дан)        | избачена (75. дан)        |                           |                           |                           |                           |                           |                           |                           |                     |                     |                     |                     |
| Иван             | није био                  | није био                 | Лепомир                  | банован                       | Станија                    | банован                    | Милош                      | Бојана                     | Јасмина                    | Николина                   | избачен (68. дан)          | избачен (68. дан)          | избачен (68. дан)           | избачен (68. дан)          | избачен (68. дан)          | избачен (68. дан)          | избачен (68. дан)          | избачен (68. дан)          | избачен (68. дан)          | избачен (68. дан)          | избачен (68. дан)         |                           |                           |                           |                           |                           |                           |                           |                           |                     |                     |                     |                     |
| Јелена М.        | Бојан                     | Станија                  | Лепомир                  | банована                      | Станија                    | банован                    | Милош                      | Влада                      | Јасмина                    | банована                   | изашла (64. дан)           | изашла (64. дан)           | изашла (64. дан)            | изашла (64. дан)           | изашла (64. дан)           | изашла (64. дан)           | изашла (64. дан)           | изашла (64. дан)           | изашла (64. дан)           | изашла (64. дан)           | изашла (64. дан)          |                           |                           |                           |                           |                           |                           |                           |                           |                     |                     |                     |                     |
| Сања             | није била                 | није била                | није била                | није била                     | није била                  | Раде                       | Маја                       | Бојана                     | Јасмина                    | избачена (61. дан)         | избачена (61. дан)         | избачена (61. дан)         | избачена (61. дан)          | избачена (61. дан)         | избачена (61. дан)         | избачена (61. дан)         | избачена (61. дан)         | избачена (61. дан)         | избачена (61. дан)         | избачена (61. дан)         |                           |                           |                           |                           |                           |                           |                           |                           |                           |                     |                     |                     |                     |
| Саша             | није био                  | није био                 | није био                 | није био                      | није био                   | Раде                       | Маја                       | Бојана                     | избачен (54. дан)          | избачен (54. дан)          | избачен (54. дан)          | избачен (54. дан)          | избачен (54. дан)           | избачен (54. дан)          | избачен (54. дан)          | избачен (54. дан)          | избачен (54. дан)          | избачен (54. дан)          | избачен (54. дан)          | избачен (54. дан)          |                           |                           |                           |                           |                           |                           |                           |                           |                           |                     |                     |                     |                     |
| Зорица           | није била                 | Станија                  | Бојана                   | Раде                          | Станија                    | Раде                       | Маја                       | Бојана                     | изашла (52. дан)           | изашла (52. дан)           | изашла (52. дан)           | изашла (52. дан)           | изашла (52. дан)            | изашла (52. дан)           | изашла (52. дан)           | изашла (52. дан)           | изашла (52. дан)           | изашла (52. дан)           | изашла (52. дан)           | изашла (52. дан)           | изашла (52. дан)          | изашла (52. дан)          | изашла (52. дан)          | изашла (52. дан)          | изашла (52. дан)          | изашла (52. дан)          |                           |                           |                           |                     |                     |                     |                     |
| Тијана           | није била                 | није била                | није била                | није била                     | није била                  | није била                  | банована                   | избачена (47. дан)         | избачена (47. дан)         | избачена (47. дан)         | избачена (47. дан)         | избачена (47. дан)         | избачена (47. дан)          | избачена (47. дан)         | избачена (47. дан)         | избачена (47. дан)         | избачена (47. дан)         | избачена (47. дан)         | избачена (47. дан)         | избачена (47. дан)         |                           |                           |                           |                           |                           |                           |                           |                           |                           |                     |                     |                     |                     |
| Милица           | није била                 | није била                | није била                | није била                     | није била                  | Раде                       | избачена (43. дан)         | избачена (43. дан)         | избачена (43. дан)         | избачена (43. дан)         | избачена (43. дан)         | избачена (43. дан)         | избачена (43. дан)          | избачена (43. дан)         | избачена (43. дан)         | избачена (43. дан)         | избачена (43. дан)         | избачена (43. дан)         | избачена (43. дан)         | избачена (43. дан)         |                           |                           |                           |                           |                           |                           |                           |                           |                           |                     |                     |                     |                     |
| Данијел          | није био                  | није био                 | није био                 | није био                      | није био                   | Раде                       | избачен (40. дан)          | избачен (40. дан)          | избачен (40. дан)          | избачен (40. дан)          | избачен (40. дан)          | избачен (40. дан)          | избачен (40. дан)           | избачен (40. дан)          | избачен (40. дан)          | избачен (40. дан)          | избачен (40. дан)          | избачен (40. дан)          | избачен (40. дан)          | избачен (40. дан)          |                           |                           |                           |                           |                           |                           |                           |                           |                           |                     |                     |                     |                     |
| Новица           | Маја                      | Станија                  | Лепомир                  | Габријела                     | Станија                    | избачен (33. дан)          | избачен (33. дан)          | избачен (33. дан)          | избачен (33. дан)          | избачен (33. дан)          | избачен (33. дан)          | избачен (33. дан)          | избачен (33. дан)           | избачен (33. дан)          | избачен (33. дан)          | избачен (33. дан)          | избачен (33. дан)          | избачен (33. дан)          | избачен (33. дан)          | избачен (33. дан)          |                           |                           |                           |                           |                           |                           |                           |                           |                           |                     |                     |                     |                     |
| Али              | није био                  | није био                 | Лепомир                  | Габријела                     | избачен (27. дан)          | избачен (27. дан)          | избачен (27. дан)          | избачен (27. дан)          | избачен (27. дан)          | избачен (27. дан)          | избачен (27. дан)          | избачен (27. дан)          | избачен (27. дан)           | избачен (27. дан)          | избачен (27. дан)          | избачен (27. дан)          | избачен (27. дан)          | избачен (27. дан)          | избачен (27. дан)          | избачен (27. дан)          |                           |                           |                           |                           |                           |                           |                           |                           |                           |                     |                     |                     |                     |
| Лепомир          | Маја                      | Кристијан                | номинован                | Габријела                     | избачен (26. дан)          | избачен (26. дан)          | избачен (26. дан)          | избачен (26. дан)          | избачен (26. дан)          | избачен (26. дан)          | избачен (26. дан)          | избачен (26. дан)          | избачен (26. дан)           | избачен (26. дан)          | избачен (26. дан)          | избачен (26. дан)          | избачен (26. дан)          | избачен (26. дан)          | избачен (26. дан)          | избачен (26. дан)          |                           |                           |                           |                           |                           |                           |                           |                           |                           |                     |                     |                     |                     |
| Гога             | није била                 | није била                | није била                | дисквалификована (20. дан)    | дисквалификована (20. дан) | дисквалификована (20. дан) | дисквалификована (20. дан) | дисквалификована (20. дан) | дисквалификована (20. дан) | дисквалификована (20. дан) | дисквалификована (20. дан) | дисквалификована (20. дан) | дисквалификована (20. дан)  | дисквалификована (20. дан) | дисквалификована (20. дан) | дисквалификована (20. дан) | дисквалификована (20. дан) | дисквалификована (20. дан) | дисквалификована (20. дан) | дисквалификована (20. дан) |                           |                           |                           |                           |                           |                           |                           |                           |                           |                     |                     |                     |                     |
| Нела             | Бојан                     | Кристијан                | Лепомир                  | избачена (19. дан)            | избачена (19. дан)         | избачена (19. дан)         | избачена (19. дан)         | избачена (19. дан)         | избачена (19. дан)         | избачена (19. дан)         | избачена (19. дан)         | избачена (19. дан)         | избачена (19. дан)          | избачена (19. дан)         | избачена (19. дан)         | избачена (19. дан)         | избачена (19. дан)         | избачена (19. дан)         | избачена (19. дан)         | избачена (19. дан)         |                           |                           |                           |                           |                           |                           |                           |                           |                           |                     |                     |                     |                     |
| Анабела          | Бојан                     | Кристијан                | изашла (15. дан)         | изашла (15. дан)              | изашла (15. дан)           | изашла (15. дан)           | изашла (15. дан)           | изашла (15. дан)           | изашла (15. дан)           | изашла (15. дан)           | изашла (15. дан)           | изашла (15. дан)           | изашла (15. дан)            | изашла (15. дан)           | изашла (15. дан)           | изашла (15. дан)           | изашла (15. дан)           | изашла (15. дан)           | изашла (15. дан)           | изашла (15. дан)           |                           |                           |                           |                           |                           |                           |                           |                           |                           |                     |                     |                     |                     |
| Санела           | Бојан                     | Кристијан                | избачена (12. дан)       | избачена (12. дан)            | избачена (12. дан)         | избачена (12. дан)         | избачена (12. дан)         | избачена (12. дан)         | избачена (12. дан)         | избачена (12. дан)         | избачена (12. дан)         | избачена (12. дан)         | избачена (12. дан)          | избачена (12. дан)         | избачена (12. дан)         | избачена (12. дан)         | избачена (12. дан)         | избачена (12. дан)         | избачена (12. дан)         | избачена (12. дан)         |                           |                           |                           |                           |                           |                           |                           |                           |                           |                     |                     |                     |                     |
| Бојан            | номинован                 | дисквалификован (6. дан) | дисквалификован (6. дан) | дисквалификован (6. дан)      | дисквалификован (6. дан)   | дисквалификован (6. дан)   | дисквалификован (6. дан)   | дисквалификован (6. дан)   | дисквалификован (6. дан)   | дисквалификован (6. дан)   | дисквалификован (6. дан)   | дисквалификован (6. дан)   | дисквалификован (6. дан)    | дисквалификован (6. дан)   | дисквалификован (6. дан)   | дисквалификован (6. дан)   | дисквалификован (6. дан)   | дисквалификован (6. дан)   | дисквалификован (6. дан)   | дисквалификован (6. дан)   |                           |                           |                           |                           |                           |                           |                           |                           |                           |                     |                     |                     |                     |
| Шабаноти         | Маја                      | избачен (5. дан)         | избачен (5. дан)         | избачен (5. дан)              | избачен (5. дан)           | избачен (5. дан)           | избачен (5. дан)           | избачен (5. дан)           | избачен (5. дан)           | избачен (5. дан)           | избачен (5. дан)           | избачен (5. дан)           | избачен (5. дан)            | избачен (5. дан)           | избачен (5. дан)           | избачен (5. дан)           | избачен (5. дан)           | избачен (5. дан)           | избачен (5. дан)           | избачен (5. дан)           |                           |                           |                           |                           |                           |                           |                           |                           |                           |                     |                     |                     |                     |
| Звездан          | Маја                      | дисквалификован (5. дан) | дисквалификован (5. дан) | дисквалификован (5. дан)      | дисквалификован (5. дан)   | дисквалификован (5. дан)   | дисквалификован (5. дан)   | дисквалификован (5. дан)   | дисквалификован (5. дан)   | дисквалификован (5. дан)   | дисквалификован (5. дан)   | дисквалификован (5. дан)   | дисквалификован (5. дан)    | дисквалификован (5. дан)   | дисквалификован (5. дан)   | дисквалификован (5. дан)   | дисквалификован (5. дан)   | дисквалификован (5. дан)   | дисквалификован (5. дан)   | дисквалификован (5. дан)   |                           |                           |                           |                           |                           |                           |                           |                           |                           |                     |                     |                     |                     |